# 디옥시티미딘 이인산
디옥시티미딘 이인산(영어: deoxythymidine diphosphate, dTDP)은 뉴클레오사이드 이인산의 한 종류이다. 디옥시티미딘 이인산은 뉴클레오사이드인 디옥시티미딘과 피로인산의 에스터이다. 디옥시티미딘 이인산은 핵염기인 디옥시티미딘, 5탄당인 리보스, 피로인산으로 구성되어 있다. 다른 디옥시리보뉴클레오타이드와는 달리, 디옥시티미딘 이인산은 종종 이름에서 "디옥시-" 접두사를 붙이지 않을 때도 있다.

## 같이 보기
- 뉴클레오사이드
- 뉴클레오타이드
- DNA
- RNA
- 올리고뉴클레오타이드
- 디옥시티미딘 이인산 포도당